# おたくの星座
『おたくの星座 AN ADVENTURE IN THE OTAKU GALAXY』（おたくのせいざ - アン・アドベンチャー・イン・ザ・オタク・ギャラクシー）は、1991年7月31日に日本のM&Mより発売されたファミリーコンピュータ用ロールプレイングゲーム。
開発はアドバンスコミュニケーションカンパニーが行い、ストーリーは本宮ひろ志、キャラクター・デザインは江口寿史が担当した他、ゲーム・デザインは東宝のファミリ－コンピュータ用ソフト『不思議の海のナディア』（1991年）を手掛けた永井努が担当、音楽はハドソンのファミリーコンピュータ用ソフト『星霊狩り』（1989年）を手掛けた笠井治および原田昌亮が担当している。
1993年12月10日にはパック・イン・ビデオからPCエンジンSUPER CD-ROM²用として『オーロラクエスト おたくの星座 IN ANOTHER WORLD』のタイトルで、声優による音声、シナリオの修正やビジュアルシーンの追加などが行われたリメイク版が発売された。また、1994年にはOVAが全2巻で発売されている。

## あらすじ
遙か遠い未来。女が世の中を席巻し、世の情けない男は「おたくちゃん」と蔑まれる時代となっていた。社会は荒廃し、大地には凶暴な野獣が暴れる状況となった地球。この惨状を見かねた女神マーヤは、女神の親衛隊「オーロラ五人娘」を地球に遣わすが、彼女らは野獣を操りおたくちゃんをいじめるようになり、おたくちゃんは一層卑屈となっていく。こうした状況に熱く燃え上がる一人の男がいた。世の女に「本物の男」という物をみせるために、彼は旅立つのである。

## 登場キャラクター
声優はPCエンジン版のもの。
ヤン
声 - 原えり子
ユン
声 - 中友子
リン
声 - 根谷美智子
ミン
声 - 緒方恵美
ルン
声 - 中山真奈美
ジョンジョン
声 - 緒方恵美
寿五郎
声 - 塩屋浩三
ブリトラ
声 - 石川英郎
ナーガ
声 - 風間信彦
熱血
声 - 風間信彦
アスラ
声 - 私市淳
ブラフマー
声 - 田中一成
インドラ
声 - 中尾みち雄

### オーロラ五人娘
本作の女性側メインキャラクターとして登場するのがオーロラ五人娘である。女神マーヤの親衛隊として地球に送り込まれ、全世界のおたく男性をいじめる美少女5人衆である。江口寿史デザインも相まって注目され、彼女らだけのタイアップによるパチンコ機『フィーバーガールズI』（SANKYO）も1993年にリリースされていた。
また、このフィーバーガールズのイメージキャラクターとして、同名のアイドルグループも結成されている。メンバーとして、リンには当時『恐竜戦隊ジュウレンジャー』の出演や電脳アイドルとして注目を集めていた千葉麗子、ルンには声優として活動する前の千葉千恵巳、ヤンに橋本市子、ミンに山下真希、ユンに山下玲子を起用した。1993年4月にはザ・ゴールデン・カップスの「クールな恋」（この曲は『巨人の星』でオーロラ三人娘が歌っており、このオーロラ三人娘がオーロラ五人娘の元ネタとなっている）のカバーでCDを出している。
OVAでは世の男を「おたく病」にしようとする、宇宙ナンバーワンアイドルグループという設定がなされている。なお、このOVAでは前述のアイドルグループの中から唯一、千葉麗子がルン役で出演している。

## 他機種版
| No. | タイトル                                       | 発売日         | 対応機種                | 開発元                                     | 発売元               | メディア | 型式      | 備考       |
| --- | ---------------------------------------------- | -------------- | ----------------------- | ------------------------------------------ | -------------------- | -------- | --------- | ---------- |
| 1   | オーロラクエスト おたくの星座 IN ANOTHER WORLD | 1993年12月10日 | PCエンジンSUPER CD-ROM² | パック・イン・ビデオ ポーラスター フェルガ | パック・イン・ビデオ | CD-ROM   | PVCD-3010 | リメイク版 |

## スタッフ
ファミリーコンピュータ版
- ストーリー：本宮ひろ志
- キャラクターデザイン：江口寿史
- シナリオ：武田亨
- ディレクター：てんまんしげのり
- プロデューサー：武田亨
- ゲームデザイン：永井努、きむらひでのり、JIM BOY
- プログラム：あーぴーぱー
- サウンド：笠井治、原田昌亮
- サウンド・ドライバー：蓮谷通治
- グラフィック：はせがわひろあき、寺門広修、さいこまこと、やのっピー、ゆーきあきら、いいだしんいち、岩井直樹、まーちゃん

PCエンジン版
- ストーリー原案：本宮ひろ志、武田亨
- キャラクター原案：江口寿史
- プログラム：宮沢徹、川野広行
- ストーリー脚色・構成：前田哲也
- グラフィックデザイン：永井一成、松田亨（有限会社フェルガ）、堀内雅人（ギンガム音楽出版株式会社）
- ビジュアル・シーン製作：原昭太郎（株式会社ポーラスター）、保屋野潤（株式会社ポーラスター）、谷広幸（株式会社ポーラスター）、中島三郎（株式会社ポーラスター）、岩見恭作、川野広行
- グラフィックプロデューサー：松永宏樹（TOMBOY）
- サブ・グラフィックプロデューサー：神原正夫（TOMBOY）、二宮克拓（TOMBOY）
- 絵コンテ：長谷川浩司（TOMBOY）
- 原画：向山祐治（スタジオギグ）、筱雅律（スタジオギグ）、富沢和雄（雷神ふぃるむ）、うめつゆきのり（雷神ふぃるむ）、伊魔崎斎（雷神ふぃるむ）
- 動画：井上博文
- オープニング・エンディング音楽：ギンガム音楽出版株式会社
- サウンドクリエイト：西岡治彦
- サウンドエンジニア：鳥羽清
- サウンドプロデュース：黒田慎一
- Singer（オープニング）：LISA(From ALBATROSS CAFE)
- Singer（エンディング）：レイナルド・ピネーダ
- 音響効果（音楽・効果音）：笠原咲奈恵（株式会社ラディカルプラン）、宮串英明（株式会社ラディカルプラン）、松田康（株式会社ラディカルプラン）
- スペシャルサンクス：木津精一、大野泰生、石川眞理子、和田康宏、金沢十三男
- プロデュース：宮沢徹、関根彰規

## 評価
ファミリーコンピュータ版
ゲーム誌『ファミリーコンピュータMagazine』の読者投票による「ゲーム通信簿」での評価は以下の通りとなっており、20.8点（満30点）となっている。
| 項目 | キャラクタ | 音楽 | お買得度 | 操作性 | 熱中度 | オリジナリティ | 総合 |
| 得点 | 3.9        | 3.3  | 3.1      | 3.2    | 3.8    | 3.5            | 20.8 |

PCエンジン版
ゲーム誌『ファミコン通信』の「クロスレビュー」では5・5・5・4の合計19点（満40点）、『月刊PCエンジン』では85・80・80・75・75の平均79点（満100点）、『電撃PCエンジン』では55・55・80・60の平均62.5点（満100点）、『PC Engine FAN』の読者投票による「ゲーム通信簿」での評価は以下の通りとなっており、18.2点（満30点）となっている。
| 項目 | キャラクタ | 音楽 | お買得度 | 操作性 | 熱中度 | オリジナリティ | 総合 |
| 得点 | 3.7        | 3.1  | 2.9      | 2.9    | 2.8    | 2.9            | 18.2 |

## 関連作品

### OVA

#### 声の出演
- 男：山寺宏一
- ジョンジョン：菊池正美
- 熱血：千葉繁
- 寿五郎：ショッカーO野
- ルン：千葉麗子
- ミン：平松晶子
- ヤン：高田由美
- ユン：篠原恵美
- リン：小林優子
- マーヤ：井上喜久子
- インドラ：神谷明
- ドムール三兄弟：玄田哲章
- ナレーター：田中信夫

#### スタッフ
- 原案 - 江口寿史、本宮ひろ志
- 企画 - 中野徹
- 監督 - 勇轍夫
- 脚本 - 十川誠志
- 絵コンテ - 勇轍夫（第1巻）、九十九十一（第2巻）
- 演出 - 西森章
- キャラクターデザイン - 古瀬登
- メカニックデザイン - 堀井敏之
- 作画監督 - 本橋秀之（第1巻）、岡野幸男（第2巻）
- 美術監督 - 荒井和浩
- 色彩設計 - 山名公枝
- 撮影監督 - 細野正
- 音楽 - 白石公彦
- 音響監督 - 岩浪美和
- プロデューサー - 浅賀孝郎、望月正雄、南沢道義
- 制作プロデューサー - 中野徹、南喜長
- 制作 - 81プロデュース
- 制作協力 - Bee.Media
- 製作 - ケイエスエス

#### 主題歌
エンディングテーマ「クールな恋」
作詞 - 松井由佳 / 作曲 - 村井邦彦 / 編曲 - Yong-Ching / 歌 - オーロラ五人娘